# 한국대학생진보연합
한국대학생진보연합은 대한민국의 민족해방파(民族解放, National Liberation; NL) 계열의 학생운동 단체이다. 2018년 3월 10일에 설립되었으며, 21세기 한국대학생연합의 후신임을 자처하고 있다.
2019년 10월에는 주한미군 방위비 분담금 인상에 대해 반대하며 미국 대사관저에 침입하여 체포되었고, 이 중 4명은 1심에서 징역 1년과 집행유예 2년을 선고받기도 하였다. 백두칭송위원회를 조직하여 북한의 국무위원장인 김정은의 서울 방문 환영 활동 등을 하였으며, 2020년 4월 15일에 예정되었던 대한민국 제21대 국회의원 선거를 앞두고 오세훈 전 서울시장과 나경원 의원 등 미래통합당의 선거사무실과 유세 현장에 나타나 선거 방해와 낙선 운동을 벌인 것에 대하여 경찰 조사를 받기도 하였다.
2022년 5월 18일, 한국대학생진보연합이 5.18 민주화운동 기념식장 앞에서 시위를 하였는데, 5.18 유족단체에서 강력하게 자중해 줄 것을 요청했음에도 대진연 측이 시위를 강행해 논란이 일었다.
이에 대해 5.18민주화운동부상자회 황일봉 회장은 "장례날에는 자중해 주었으면 했음에도 한국대학생진보연합이라는 단체가 5.18 기념식 날 시위를 진행하겠다고 예고했다. 그래서 제가 직접 전화해 사람으로서 도리를 지켜달라고 정중히 부탁했다"며 "그럼에도 진정성 있게 부탁했음에도 대진연 측은 5.18 기념식날 묘역에 시위하러 왔다. 그래서 부상자회 회원 50여 명이 현장에서 설득해서 최대한 자중시켰다"고 밝혔다.